# Пацканівська сільська рада
| Пацканівська сільська рада — колишній орган місцевого самоврядування у Ужгородському районі Закарпатської області з адміністративним центром у с. Пацканьово. Сільській раді підпорядковані населені пункти: - с. Пацканьово |

## Склад ради
Рада складається з 16 депутатів та голови.

## Керівний склад сільської ради
| ПІБ                  | Основні відомості                                                               | Дата обрання | Дата звільнення |
| -------------------- | ------------------------------------------------------------------------------- | ------------ | --------------- |
| Бонь Юрій Васильович | Сільський голова, 1971 року народження, освіта, член Партії 'Реформи і порядок' | 26.03.2006   | 31.10.2010      |
| Бонь Юрій Васильович | Сільський голова, 1971 року народження, освіта вища, безпартійний               | 31.10.2010   |                 |

Примітка: таблиця складена за даними джерела